# 13494 Treiso
13494 Treiso este un asteroid din centura principală de asteroizi.

## Descriere
13494 Treiso este un asteroid din centura principală de asteroizi. A fost descoperit pe 14 septembrie 1985 la Stația Anderson Mesa de Edward L. G. Bowell. Asteroidul prezintă o orbită caracterizată de o semiaxă mare de 2,22 ua, o excentricitate de 0,19 și o înclinație de 3,1° în raport cu ecliptica.